# Stazione di Yashio
La stazione di Yashio (八潮駅?, Yashio-eki) è una stazione ferroviaria situata nella città di Yashio della prefettura di Saitama, in Giappone ed è servita dalla linea Tsukuba Express.

## Linee
MIRC
● Tsukuba Express

## Struttura
La stazione, inaugurata nel 2005 è costituita da quattro binari su viadotto serviti da due marciapiedi a isola con porte di banchina installate a protezione. All'interno della stazione si trovano, oltre alla biglietteria e ai servizi, alcuni ristoranti e caffè.
| 1-2 | ● Tsukuba Express | per Nagareyama-Ōtakanomori, Moriya e Tsukuba |
| 3-4 | ● Tsukuba Express | per Kita-Senju e Akihabara                   |

## Stazioni adiacenti
| «                   | Servizio         | »                 |
| Tsukuba Express     | Tsukuba Express  | Tsukuba Express   |
| ------------------- | ---------------- | ----------------- |
| Rokuchō             | Locale           | Misato-chūō       |
| Kita-Senju          | Rapido sezionale | Misato-chūō       |
| Rokuchō             | Rapido pendolari | Minami-Nagareyama |
| Il Rapido non ferma |                  |                   |